# Carlo Emanuele dal Pozzo della Cisterna
Carlo Emanuele dal Pozzo della Cisterna, V principe di Cisterna d'Asti (Torino, 7 gennaio 1787 – Torino, 26 marzo 1864), è stato un nobile e patriota italiano.

## Biografia

### Giovinezza
Nacque il 7 gennaio 1787 a Torino dal principe Giuseppe Alfonso dal Pozzo della Cisterna e da Maria Anna Teodora Carlotta Balbo Bertone dei conti di Sambuy.
Fu Ciambellano di Camillo Borghese e Barone del Primo Impero Francese.

### Moti del 1820 ed esilio
Carlo Emanuele Filippo Giuseppe Alfonso Francesco Maria dal Pozzo della Cisterna, convinto sostenitore della monarchia costituzionale, cospirò contro Vittorio Emanuele I e partecipò ai moti del 1821.
Rientrato Carlo Felice a Torino, fu condannato a morte in contumacia ed impiccato "in effigie", mentre era ormai riuscito a fuggire a Parigi.
Dalla Francia, continuò la sua opera di sostegno al Risorgimento attraverso i suoi scritti e attività di propaganda.

### Matrimonio
Il 27 settembre 1846 sposò la contessa Louise de Mérode (Bruxelles, 22 maggio 1819 - Torino, 1º marzo 1868), figlia di Werner de Mérode dei Principi di Rubempré e Grimberghe e di Vittoria dei conti di Spangen d'Uyternesse.

### Senatore del Regno di Sardegna
Mutati i tempi a lui ostili, fu nominato Senatore del Regno di Sardegna il 3 aprile 1848 ed eletto deputato il 27 aprile nel collegio di Avigliana. Prima cercò di rinunciare alla nomina di senatore con una lettera al marchese Vincenzo Ricci del 7 aprile ritenendosi convinto nell'intimo di essere insufficiente «a riempire funzioni legislative», poi rinunciò alla Camera optando per il Senato, ma la sua nomina non venne mai convalidata né prestò giuramento.

### Morte
Morì nel 1864 all'interno del Palazzo Cisterna a Torino, e venne sepolto a Reano nella Cappella della Madonna della Pietà.

## Discendenza
Carlo Emanuele dal Pozzo della Cisterna e Louise de Mérode ebbero:
- Maria Vittoria dal Pozzo della Cisterna (1847-1876), consorte di Amedeo I di Spagna e Regina di Spagna.
- Beatrice Giuseppa Antonia Luisa (1851-1864). Sepolta nella Cappella della Madonna della Pietà.

## Ascendenza
|                                                                             |                                                |                                                       | Genitori                                                  |  |  | Nonni |  |  | Bisnonni                                                               |  |  | Trisnonni                                                             |  |
|                                                                             |                                                |                                                       |                                                           |  |  |       |  |  | Alfonso Enrico dal Pozzo, III Principe della Cisterna e di Belriguardo |  |  | Amedeo Alfonso dal Pozzo, II Principe della Cisterna e di Belriguardo |  |
|                                                                             |                                                |                                                       |                                                           |  |  |       |  |  | Alfonso Enrico dal Pozzo, III Principe della Cisterna e di Belriguardo |  |  | Amedeo Alfonso dal Pozzo, II Principe della Cisterna e di Belriguardo |  |
|                                                                             |                                                | Marie Henriette Le Hardy, Dama della Trousse          |                                                           |  |  |       |  |  | Alfonso Enrico dal Pozzo, III Principe della Cisterna e di Belriguardo |  |  |                                                                       |  |
| Giuseppe Amedeo Tommaso dal Pozzo, Principe della Cisterna e di Belriguardo |                                                |                                                       |                                                           |  |  |       |  |  | Alfonso Enrico dal Pozzo, III Principe della Cisterna e di Belriguardo |  |  |                                                                       |  |
|                                                                             |                                                | Barbara Benedetta Roero dei Marchesi di Cortanze      | Ercole Tomasso Roero, Marchese di Cortanze                |  |  |       |  |  |                                                                        |  |  |                                                                       |  |
|                                                                             |                                                | Barbara Benedetta Roero dei Marchesi di Cortanze      | Ercole Tomasso Roero, Marchese di Cortanze                |  |  |       |  |  |                                                                        |  |  |                                                                       |  |
|                                                                             |                                                | Barbara Benedetta Roero dei Marchesi di Cortanze      | Ludovica Caterina Roero di Settime dei conti di Mombarone |  |  |       |  |  |                                                                        |  |  |                                                                       |  |
| Giuseppe Alfonso dal Pozzo, IV Principe della Cisterna e di Belriguardo     |                                                | Barbara Benedetta Roero dei Marchesi di Cortanze      |                                                           |  |  |       |  |  |                                                                        |  |  |                                                                       |  |
|                                                                             |                                                | Pietro Giorgio Caresana, IV Conte di Carisio          | Giuseppe Antonio Caresana, III Conte di Carisio           |  |  |       |  |  |                                                                        |  |  |                                                                       |  |
|                                                                             |                                                | Pietro Giorgio Caresana, IV Conte di Carisio          | Giuseppe Antonio Caresana, III Conte di Carisio           |  |  |       |  |  |                                                                        |  |  |                                                                       |  |
|                                                                             |                                                | Pietro Giorgio Caresana, IV Conte di Carisio          | Maria Amedea Malabaila dei conti di Canale                |  |  |       |  |  |                                                                        |  |  |                                                                       |  |
| Anna Gabriella Enrichetta Caresana dei conti di Carisio                     |                                                | Pietro Giorgio Caresana, IV Conte di Carisio          |                                                           |  |  |       |  |  |                                                                        |  |  |                                                                       |  |
|                                                                             |                                                | Luigia Gabriella Doria dei Marchesi di Cirié          | Giovanni Battista Doria, Marchese di Cirié                |  |  |       |  |  |                                                                        |  |  |                                                                       |  |
|                                                                             |                                                | Luigia Gabriella Doria dei Marchesi di Cirié          | Giovanni Battista Doria, Marchese di Cirié                |  |  |       |  |  |                                                                        |  |  |                                                                       |  |
|                                                                             |                                                | Luigia Gabriella Doria dei Marchesi di Cirié          | Cristina Margherita d'Este dei Marchesi di Dronero        |  |  |       |  |  |                                                                        |  |  |                                                                       |  |
| Carlo Emanuele dal Pozzo, V Principe della Cisterna e di Belriguardo        |                                                | Luigia Gabriella Doria dei Marchesi di Cirié          |                                                           |  |  |       |  |  |                                                                        |  |  |                                                                       |  |
|                                                                             | Giulio Cesare Balbo Bertone, Signore di Sambuy | Giovanni Battista Balbo, Signore di Sambuy            |                                                           |  |  |       |  |  |                                                                        |  |  |                                                                       |  |
|                                                                             | Giulio Cesare Balbo Bertone, Signore di Sambuy | Giovanni Battista Balbo, Signore di Sambuy            |                                                           |  |  |       |  |  |                                                                        |  |  |                                                                       |  |
|                                                                             | Giulio Cesare Balbo Bertone, Signore di Sambuy | Lucrezia Olimpia Tana di Santena                      |                                                           |  |  |       |  |  |                                                                        |  |  |                                                                       |  |
| Carlo Emanuele Balbo Bertone, Conte di Sambuy                               | Giulio Cesare Balbo Bertone, Signore di Sambuy |                                                       |                                                           |  |  |       |  |  |                                                                        |  |  |                                                                       |  |
|                                                                             |                                                | Beatrice di Saluzzo dei conti di Verzuolo             | Carlo Michele di Saluzzo, Conte di Verzuolo               |  |  |       |  |  |                                                                        |  |  |                                                                       |  |
|                                                                             |                                                | Beatrice di Saluzzo dei conti di Verzuolo             | Carlo Michele di Saluzzo, Conte di Verzuolo               |  |  |       |  |  |                                                                        |  |  |                                                                       |  |
|                                                                             |                                                | Beatrice di Saluzzo dei conti di Verzuolo             | Cristina Biandrate dei Marchesi di San Giorgio            |  |  |       |  |  |                                                                        |  |  |                                                                       |  |
| Maria Anna Teodora Carlotta Balbo Bertone dei conti di Sambuy               |                                                | Beatrice di Saluzzo dei conti di Verzuolo             |                                                           |  |  |       |  |  |                                                                        |  |  |                                                                       |  |
|                                                                             |                                                | Filippo Valentino Asinari, Marchese di San Marzano    | Ghiron Roberto Asinari, Marchese di San Marzano           |  |  |       |  |  |                                                                        |  |  |                                                                       |  |
|                                                                             |                                                | Filippo Valentino Asinari, Marchese di San Marzano    | Ghiron Roberto Asinari, Marchese di San Marzano           |  |  |       |  |  |                                                                        |  |  |                                                                       |  |
|                                                                             |                                                | Filippo Valentino Asinari, Marchese di San Marzano    | Maria Margherita Alfieri dei Marchesi di Magliano         |  |  |       |  |  |                                                                        |  |  |                                                                       |  |
| Rosalia Barbara Asinari dei Marchesi di San Marzano                         |                                                | Filippo Valentino Asinari, Marchese di San Marzano    |                                                           |  |  |       |  |  |                                                                        |  |  |                                                                       |  |
|                                                                             |                                                | Maria Luisa Ferrero-Fieschi dei Principi di Masserano | Vittorio Amedeo Ferrero-Fieschi, Principe di Masserano    |  |  |       |  |  |                                                                        |  |  |                                                                       |  |
|                                                                             |                                                | Maria Luisa Ferrero-Fieschi dei Principi di Masserano | Vittorio Amedeo Ferrero-Fieschi, Principe di Masserano    |  |  |       |  |  |                                                                        |  |  |                                                                       |  |
|                                                                             |                                                | Maria Luisa Ferrero-Fieschi dei Principi di Masserano | Giovanna Irene Caracciolo dei Principi di Santo Buono     |  |  |       |  |  |                                                                        |  |  |                                                                       |  |
|                                                                             |                                                | Maria Luisa Ferrero-Fieschi dei Principi di Masserano |                                                           |  |  |       |  |  |                                                                        |  |  |                                                                       |  |